# 異性化酵素
異性化酵素（いせいかこうそ、isomerase）とはEC5群に属する酵素で分子内反応を触媒する酵素である。日本語でもイソメラーゼと表されることもある。

## 概要
異性化酵素は機能により次のように分類されることもある。
1. ラセマーゼ、エピメラーゼ - アミノ酸、糖の光学異性の相互変換
2. シス-トランス異性化酵素
3. 分子内酸化還元酵素 - アルドース、ケトースの相互変換
4. 分子内転移反応酵素〈ムターゼ〉
5. 分子内開裂反応酵素〈分子内リアーゼ〉
6. 上記以外の異性化酵素

## エピメラーゼとラセマーゼ
光学異性の相互変換を触媒するイソメラーゼの内、基質分子内に複数ある不斉点〈立体構造〉の1つを異性化する酵素をエピメラーゼと呼ぶ。基質分子が不斉点を1つしか持たずそれを異性化する酵素をラセマーゼと呼ぶ。すなわち、通常アミノ酸は不斉点を1つしか持たないのでアミノ酸の異性化酵素は一般にはラセマーゼと呼ばれる。それに対して糖は多数の不斉点を持つために異性化酵素は一般にはエピメラーゼと呼ばれる。糖であっても不斉点が一か所であればラセマーゼと呼ばれる。
一部の酵素は均一化、結晶化されたり補酵素要求性など特徴が明確になっているが、その一方、X線解析など酵素の立体構造の解析が進まず、異性化の反応機構が不明なものも多い。

## EC.5.-(異性化酵素)

### EC.5.1.-(ラセマーゼ・エピメラーゼ(光学異性の転換))

#### EC.5.1.1 (アミノ酸類に作用)
- EC 5.1.1.1 アラニンラセマーゼ
- EC 5.1.1.2 メチオニンラセマーゼ
- EC 5.1.1.3 グルタミン酸ラセマーゼ
- EC 5.1.1.4 プロリンラセマーゼ
- EC 5.1.1.5 リシンラセマーゼ
- EC 5.1.1.6 トレオニンラセマーゼ
- EC 5.1.1.7 ジアミノピメリン酸エピメラーゼ
- EC 5.1.1.8 4-ヒドロキシプロリンエピメラーゼ
- EC 5.1.1.9 アルギニンラセマーゼ
- EC 5.1.1.10 アミノ酸ラセマーゼ
- EC 5.1.1.11 フェニルアラニンラセマーゼ (ATP加水分解)
- EC 5.1.1.12 オルニチンラセマーゼ
- EC 5.1.1.13 アスパラギン酸ラセマーゼ
- EC 5.1.1.14 ノカルジシン-Aエピメラーゼ
- EC 5.1.1.15 2-アミノヘキサノ-6-ラクタムラセマーゼ
- EC 5.1.1.16 プロテイン-セリンエピメラーゼ
- EC 5.1.1.17 イソペニシリン-Nエピメラーゼ
- EC 5.1.1.18 セリンラセマーゼ

#### EC.5.1.2.-(ヒドロキシ酸類に作用)
- EC 5.1.2.1 乳酸ラセマーゼ
- EC 5.1.2.2 マンデル酸ラセマーゼ
- EC 5.1.2.3 3-ヒドロキシ酪酸-CoA エピメラーゼ
- EC 5.1.2.4 アセトインラセマーゼ
- EC 5.1.2.5 酒石酸エピメラーゼ
- EC 5.1.2.6 イソクエン酸エピメラーゼ

#### EC.5.1.3.-(炭水化物およびその類縁体に作用)
- EC 5.1.3.1 リブロース-5-リン酸-3-エピメラーゼ
- EC 5.1.3.2 UDP-ガラクトース-4-エピメラーゼ
- EC 5.1.3.3 アルドース-1-エピメラーゼ
- EC 5.1.3.4 L-リブロース-5-リン酸-4-エピメラーゼ
- EC 5.1.3.5 UDP-アラビノース-4-エピメラーゼ
- EC 5.1.3.6 UDP-グルクロン酸-4-エピメラーゼ
- EC 5.1.3.7 UDP-N-アセチルグルコサミン-4-エピメラーゼ
- EC 5.1.3.8 N-アシルグルコサミン-2-エピメラーゼ
- EC 5.1.3.9 N-アシルグルコサミン-6-リン酸 2-エピメラーゼ
- EC 5.1.3.10 CDP-パラトース-2-エピメラーゼ
- EC 5.1.3.11 セロビオースエピメラーゼ
- EC 5.1.3.12 UDP-グルクロン酸-5'-エピメラーゼ
- EC 5.1.3.13 dTDP-4-デヒドロラムノース-3,5-エピメラーゼ
- EC 5.1.3.14 UDP-N-アセチルグルコサミン 2-エピメラーゼ
- EC 5.1.3.15 グルコース-6-リン酸 1-エピメラーゼ
- EC 5.1.3.16 UDP-グルコサミン-4-エピメラーゼ
- EC 5.1.3.17 ヘパロサン-N-硫酸グルクロン酸-5-エピメラーゼ
- EC 5.1.3.18 GDP-マンノース-3,5-エピメラーゼ
- EC 5.1.3.19 コンドロイチン-グルクロン酸 5-エピメラーゼ
- EC 5.1.3.20 ADP-グリセロマンノ-ヘプトース 6-エピメラーゼ
- EC 5.1.3.21 マルトースエピメラーゼ
- EC 5.1.3.22 L-リブロース-5-リン酸 3-エピメラーゼ
- EC 5.1.3.23 UDP-2,3-ジアセトアミド-2,3-ジデオキシグルクロン酸 2-エピメラーゼ
- EC 5.1.3.24 N-アセチルノイラミン酸エピメラーゼ
- EC 5.1.3.25 dTDP-L-ラムノース-4-エピメラーゼ

#### EC.5.1.99.- (その他化合物に作用)
- EC 5.1.99.1 メチルマロニルCoAエピメラーゼ
- EC 5.1.99.2 16-ヒドロキシステロイドエピメラーゼ
- EC 5.1.99.3 アラントインラセマーゼ
- EC 5.1.99.4 α-メチルアシル-CoAラセマーゼ
- EC 5.1.99.5 ヒダントインラセマーゼ

### EC.5.2.-(シス-トランス異性化酵素)
- EC 5.2.1.1 マレイン酸イソメラーゼ
- EC 5.2.1.2 マレイルアセト酢酸イソメラーゼ
- EC 5.2.1.3 レチナールイソメラーゼ
- EC 5.2.1.4 マレイルピルビン酸イソメラーゼ
- EC 5.2.1.5 リノレン酸イソメラーゼ
- EC 5.2.1.6 フリルフラミドイソメラーゼ
- EC 5.2.1.7 レチノールイソメラーゼ
- EC 5.2.1.8 ペプチジルプロリルイソメラーゼ
- EC 5.2.1.9 ファルネソール-2-イソメラーゼ
- EC 5.2.1.10 2-クロロ-4-カルボキシメチレンブタ-2-エン-1,4-オリドイソメラーゼ
- EC 5.2.1.11 欠番

### EC.5.3.-(分子内で酸化還元酵素として働くもの)

#### EC.5.3.1.-(アルドース - ケトースの相互変換)
- EC 5.3.1.1 トリオースリン酸イソメラーゼ
- EC 5.3.1.2 欠番
- EC 5.3.1.3 アラビノースイソメラーゼ
- EC 5.3.1.4 L-アラビノースイソメラーゼ
- EC 5.3.1.5 キシロースイソメラーゼ
- EC 5.3.1.6 リボース-5-リン酸イソメラーゼ
- EC 5.3.1.7 マンノースイソメラーゼ
- EC 5.3.1.8 マンノース-6-リン酸イソメラーゼ
- EC 5.3.1.9 グルコース-6-リン酸イソメラーゼ
- EC.5.3.1.10 欠番 →  EC 3.5.99.6
- EC.5.3.1.11 欠番
- EC 5.3.1.12 グルクロン酸イソメラーゼ
- EC 5.3.1.13 アラビノース-5-リン酸イソメラーゼ
- EC 5.3.1.14 L-ラムノースイソメラーゼ
- EC 5.3.1.15 D-リキソースケトールイソメラーゼ
- EC 5.3.1.16 1-(5-ホスホリボシル)-5-((5-ホスホリボシルアミノ)メチリデンアミノ)イミダゾール-4-カルボキサミドイソメラーゼ
- EC 5.3.1.17 4-デオキシ-L-スレオ-5-ヘキソスロース-ウロン酸ケトールイソメラーゼ
- EC.5.3.1.18 欠番
- EC.5.3.1.19 欠番 →  EC.2.6.1.16
- EC 5.3.1.20 リボースイソメラーゼ
- EC 5.3.1.21 コルチコステロイド側鎖イソメラーゼ
- EC 5.3.1.22 ヒドロキシピルビン酸イソメラーゼ
- EC 5.3.1.23 5-メチルチオリボース-1-リン酸イソメラーゼ
- EC 5.3.1.24 ホスホリボシルアントラニル酸イソメラーゼ
- EC 5.3.1.25 L-フコースイソメラーゼ
- EC 5.3.1.26 ガラクトース-6-リン酸イソメラーゼ

#### EC5.3.2.- (ケト基-エノール基の相互変換)
- EC 5.3.2.1 フェニルピルビン酸タウトメラーゼ
- EC 5.3.2.2 オキサロ酢酸タウトメラーゼ

#### EC5.3.3.-(C=C結合の転位)
- EC 5.3.3.1 ステロイドΔイソメラーゼ
- EC 5.3.3.2 イソペンテニル二リン酸Δイソメラーゼ
- EC 5.3.3.3 ビニルアセチル-CoA Δイソメラーゼ
- EC 5.3.3.4 ムコノラクトンΔイソメラーゼ
- EC 5.3.3.5 コレステノールΔイソメラーゼ
- EC 5.3.3.6 メチルイタコン酸Δイソメラーゼ
- EC 5.3.3.7 アコニット酸Δイソメラーゼ
- EC 5.3.3.8 ドデセノイル-CoA Δ-イソメラーゼ
- EC 5.3.3.9 プロスタグランジン-A1Δ-イソメラーゼ
- EC 5.3.3.10 5-カルボキシメチル-2-ヒドロキシムコン酸Δイソメラーゼ
- EC 5.3.3.11 イソピペリテノンΔイソメラーゼ
- EC 5.3.3.12 L-ドパクロムイソメラーゼ
- EC 5.3.3.13 ポリエン脂肪酸イソメラーゼ
- EC 5.3.3.14 trans-2-デセノイル-アシル輸送タンパク質イソメラーゼ
- EC 5.3.3.15 アスコピロンタウトメラーゼ

#### EC.5.3.4.-(S-S結合の転位)
- EC 5.3.4.1 プロテインジスルフィドイソメラーゼ

#### EC.5.3.99.-(分子内酸化還元酵素)
- EC5.3.99.1 欠番 削除
- EC 5.3.99.2 プロスタグランジン-Dシンターゼ
- EC 5.3.99.3 プロスタグランジン-Eシンターゼ
- EC 5.3.99.4 プロスタグランジン-Iシンターゼ
- EC 5.3.99.5 トロンボキサン-Aシンターゼ
- EC 5.3.99.6 アレンオキシドシクラーゼ
- EC 5.3.99.7 スチレンオキシドイソメラーゼ
- EC 5.3.99.8 カプサンチン／カプソルビンシンターゼ
- EC 5.3.99.9 ネオキサンチンシンターゼ

### EC.5.4.-(分子内転位酵素;ムターゼ)

#### EC.5.4.1.-(アシル基を移すもの)
- EC 5.4.1.1 リソレシチンアシルムターゼ
- EC 5.4.1.2 プレコリン-8Xメチルムターゼ

#### EC.5.4.2.-(リン酸基転位酵素;ホスホムターゼ)
- EC 5.4.2.1 ホスホグリセリン酸ムターゼ
- EC.5.4.2.2 ホスホグルコムターゼ
- EC 5.4.2.3 ホスホアセチルグルコサミンムターゼ
- EC 5.4.2.4 ビスホスホグリセリン酸ムターゼ
- EC 5.4.2.5 ホスホグルコムターゼ（グルコース - 補因子）
- EC 5.4.2.6 β-ホスホグルコムターゼ
- EC 5.4.2.7 ホスホペントムターゼ
- EC 5.4.2.8 ホスホマンノムターゼ
- EC 5.4.2.9 ホスホエノールピルビン酸ムターゼ
- EC 5.4.2.10 ホスホグルコサミンムターゼ

#### EC.5.4.3.-(アミノ基を移すもの)
- EC 5.4.3.1 欠番
- EC 5.4.3.2 リシン2,3-アミノムターゼ
- EC 5.4.3.3 β-リシン5,6-アミノムターゼ
- EC 5.4.3.4 D-リシン5,6-アミノムターゼ
- EC 5.4.3.5 D-オルニチン4,5-アミノムターゼ
- EC 5.4.3.6 チロシン-2,3-アミノムターゼ
- EC 5.4.3.7 ロイシン-2,3-アミノムターゼ
- EC 5.4.3.8 グルタミン酸-1-セミアルデヒド-2,1-アミノムターゼ

#### EC.5.4.4.-(水酸基を移すもの)
- EC 5.4.4.1 (ヒドロキシアミノ)ベンゼンムターゼ
- EC 5.4.4.2 イソコリスミ酸シンターゼ
- EC 5.4.4.3 3-(ヒドロキシアミノ)フェノールムターゼ

#### EC.5.4.99.-(その他の基を移すもの)
- EC 5.4.99.1 メチルアスパラギン酸ムターゼ
- EC 5.4.99.2 メチルマロニルCoAムターゼ
- EC 5.4.99.3 2-アセト乳酸ムターゼ
- EC 5.4.99.4 2-メチレングルタル酸ムターゼ
- EC 5.4.99.5 コリスミ酸ムターゼ
- EC 5.4.99.6 欠番 →  EC 5.4.4.2
- EC 5.4.99.7 ラノステロールシンターゼ
- EC 5.4.99.8 シクロアルテノールシンターゼ
- EC 5.4.99.9 UDP-ガラクトピラノースムターゼ
- EC 5.4.99.10 欠番 →  EC 5.4.99.11へ統合
- EC 5.4.99.11 イソマルツロースシンターゼ
- EC 5.4.99.12 tRNA-プソイドウリジンシンターゼI
- EC 5.4.99.13 イソブチリルCoA ムターゼ
- EC 5.4.99.14 4-カルボキシメチル-4-メチルブテノライドムターゼ
- EC 5.4.99.15 (1-4)-α-D-グルカン-1-α-D-グルコシルムターゼ
- EC 5.4.99.16 マルトースα-D-グルコシル転移酵素
- EC 5.4.99.17 スクアレン—ホペンシクラーゼ
- EC 5.4.99.18 5-(カルボキシアミノ)イミダゾールリボヌクレオチドムターゼ

### EC.5.5.-(分子内リアーゼ)
- EC 5.5.1.1 ムコン酸シクロイソメラーゼ
- EC 5.5.1.2 3-カルボキシ-cis,cis-ムコン酸シクロイソメラーゼ
- EC 5.5.1.3 テトラヒドロキシプテリジンシクロイソメラーゼ
- EC 5.5.1.4 イノシトール-3-リン酸合成酵素
- EC 5.5.1.5 カルボキシ-cis,cis-ムコン酸シクラーゼ
- EC 5.5.1.6 カルコンイソメラーゼ
- EC 5.5.1.7 クロロムコン酸シクロイソメラーゼ
- EC 5.5.1.8 ボルニル二リン酸合成酵素
- EC 5.5.1.9 シクロオイカレノールシクロイソメラーゼ
- EC 5.5.1.10 α-ピネンオキシドデシクラーゼ
- EC 5.5.1.11 ジクロロムコン酸シクロイソメラーゼ
- EC 5.5.1.12 コパリル二リン酸合成酵素
- EC 5.5.1.13 エント-コパリル二リン酸合成酵素

### EC.5.99.-(その他の異性化酵素)
- EC 5.99.1.1 チオシアン酸イソメラーゼ
- EC.5.99.1.2 DNAトポイソメラーゼ
- EC 5.99.1.3 DNAトポイソメラーゼ（ATP加水分解）